# 鞘町
鞘町（さやちょう）は、群馬県高崎市の地名。郵便番号は370-0827。面積は0.02km2(2012年現在)

## 地理
市の中央部、市街地中央部に位置している。市の中心的な商店街が当町にある。

## 歴史
江戸時代からある地名であり、江戸時代は高崎城下町の1町であった。

### 年表
- 1889年（明治22年）高崎町の町名となる。
- 1900年（明治33年）4月1日 市制施行で高崎町は高崎市となる。

### 地名の由来
慶長年間に鞘師が箕輪から移住してきたことに由来する。

## 世帯数と人口
2017年（平成29年）12月31日現在の世帯数と人口は以下の通りである。
| 町丁 | 世帯数  | 人口  |
| ---- | ------- | ----- |
| 鞘町 | 151世帯 | 216人 |

## 小・中学校の学区
市立小・中学校に通う場合、学区は以下の通りとなる。
| 番地 | 小学校             | 中学校             |
| ---- | ------------------ | ------------------ |
| 全域 | 高崎市立中央小学校 | 高崎市立高松中学校 |

## 交通

### 鉄道
同町に鉄道駅はない。

### 道路
国道、県道は通っていない。

## 施設
- スズラン高崎店本館

### 過去の施設
- 東和銀行高崎支店鞘町出張所